# Cesar Chavez
Cesar Chavez (born César Estrada Chávez, địa phương [ˈsesaɾ esˈtɾaða ˈtʃaβes]; ngày 31 tháng 3 năm 1927 - 23 tháng 4 năm 1993) Hiệp hội (sau này là Hiệp hội Công nhân Nông trại Hoa Kỳ, UFW) vào năm 1962. Xuất thân là một công nhân nông dân người Mỹ gốc Mexico, Chavez trở thành nhà hoạt động dân quyền người Mỹ gốc Latinh nổi tiếng nhất và được thúc đẩy mạnh mẽ bởi phong trào lao động Mỹ, họ mong muốn ghi danh các thành viên Tây Ban Nha. Cách tiếp cận quan hệ công chúng của ông đối với chủ nghĩa công đoàn và các chiến thuật hung hăng nhưng bất bạo động đã khiến cuộc đấu tranh của công nhân nông trại trở thành một nguyên nhân đạo đức với sự hỗ trợ trên toàn quốc. Đến cuối những năm 1970, chiến thuật của ông đã buộc những người trồng trọt phải công nhận UFW là đại lý thương lượng cho 50.000 công nhân tại California và Florida.
Trong suốt cuộc đời của mình, Colegio Cesar Chavez là một trong số ít các tổ chức được vinh danh, nhưng sau khi chết, ông đã trở thành một biểu tượng lịch sử lớn cho cộng đồng Latino, với nhiều trường học, đường phố và công viên được đặt theo tên ông. Kể từ đó, ông đã trở thành một biểu tượng cho lao động có tổ chức và chính trị cánh tả, tượng trưng cho sự hỗ trợ cho người lao động và trao quyền cho người Tây Ban Nha dựa trên tổ chức rễ cỏ. Ông cũng nổi tiếng vì đã phổ biến khẩu hiệu "Sí, se puede" (tiếng Tây Ban Nha có nghĩa là "Có, người ta có thể" hoặc, đại khái là "Có, có thể thực hiện được"), được sử dụng làm khẩu hiệu chiến dịch năm 2008 của Barack Obama. Mặc dù UFW đã chùn bước vài năm sau khi Chavez qua đời vào năm 1993, công việc của anh đã dẫn đến nhiều cải tiến cho người lao động công đoàn. Kể từ đó, ông đã trở thành một "vị thánh dân gian" mang tính biểu tượng trong truyền thuyết của người Mỹ gốc Mexico. Sinh nhật của ông, ngày 31 tháng 3, là một ngày lễ kỷ niệm của liên bang (Ngày Cesar Chavez) được quan sát bởi một số tiểu bang ở Hoa Kỳ. Ông đã nhận được nhiều danh hiệu và giải thưởng, trong khi vẫn còn sống và sau khi chết, bao gồm Huân chương Tự do của Tổng thống năm 1994.